# Cascavel-sul-americana
Crotalus durissus é uma espécie de cascavel cuja área de distribuição se estende, descontinuadamente, do México até a Argentina. É também conhecida como cobra-do-riso, cascavel-de-quatro-ventas, cascavel, boicininga, boiçununga, boiquira, maracá e maracaboia. Mais conhecida como cascavel sul-americana

## Etimologia
"Cascavel" procede do provençal cascavel. "Boicininga" procede da junção dos termos tupis mbói (cobra) e tini'ni, txin'ni, xini'ni ou sim'ni (onomatopeia de coisa que tine, que ressoa). "Maracá" procede do tupi mbara'ká.

## Descrição
É facilmente identificada na natureza pelo seu chocalho caudal, uma característica marcante do gênero . Os machos chegam a atingir 1,5 metro de comprimento (as fêmeas são, em geral, menores). O revestimento é castanho, com losangos verticais escuros, e cores claras na margem. A parte dorsal da cauda é escura com barras transversais do mesmo tom. A região ventral é mais clara. Alimentam-se de mamíferos e aves. Os animais mais jovens preferem lagartos.
Foram descritas oito subespécies:
- C. durissus cumanensis Humboldt, 1811
- C. durissus dryinas Linnaeus, 1758
- C. durissus durissus Linnaeus, 1758
- C. durissus marajoensis (Hoge, 1966)
- C. durissus ruruima (Hoge, 1965)
- C. durissus terrificus (Laurenti, 1768)
- C. durissus trigonicus (Harris & Simmons, 1978)
- C. durissus unicolor Lidth de Jeude, 1887.